# Marceli Harasimowicz

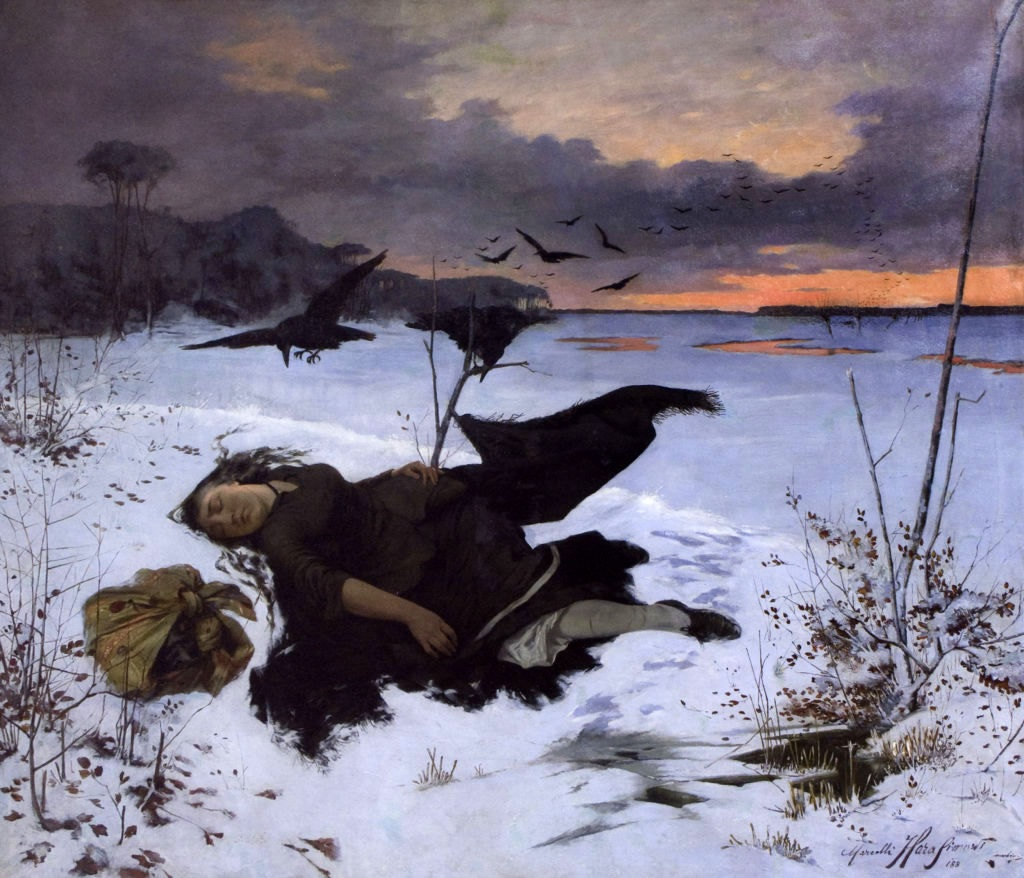
Zdobycz kruków, 1888

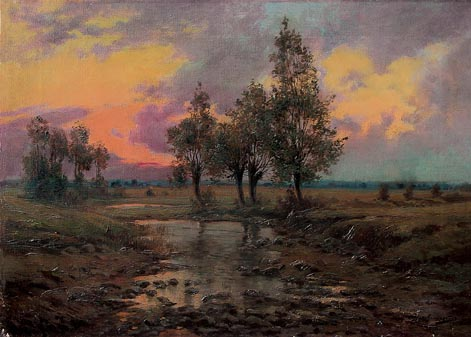
Pejzaż z rozlewiskami, 1903

Marceli Harasimowicz (ur. 16 stycznia 1859 w Warszawie, zm. 22 maja 1935 we Lwowie) – polski malarz pejzażysta, nauczyciel sztuk plastycznych.
W związku z klęską powstania styczniowego, jako dziecko wyjechał z rodzicami i bratem Piotrem do Zurychu. Tam w 1867 rozpoczął naukę‚ a kontynuował w polskiej szkole średniej w Paryżu. Po powrocie do kraju w 1872, kształcił się w Szkole Sztuk Pięknych w Krakowie w latach 1873–1879, następnie w akademiach wiedeńskiej pod kierunkiem K. Wurzingera (1880–1881) i w monachijskiej u W. Lindenschmita. Od 1885 mieszkał i pracował we Lwowie, był wieloletnim kustoszem Galerii Miejskiej Lwowa (1907–1931), działał w lwowskich organizacjach i stowarzyszeniach, m.in. w Kole Literacko-Artystycznym i Związku Artystów Polskich. Założył w 1888 szkołę malarstwa dla kobiet‚ którą później przekształcił w ogólną szkołę malarstwa i rzeźby. Zajmował się też konserwacją obrazów. Pochowany na cmentarzu Łyczakowskim.
Marceli Harasimowicz malował początkowo portrety i sceny rodzajowe. Od ok. 1890 roku zajął się niemal wyłącznie pejzażem. Popularność zdobył dzięki nastrojowym przedstawieniom mokradeł i rozlewisk, zachodów słońca, krajobrazów Podhala, Pienin, Huculszczyzny a później Kaszub i Pomorza. Wiele wystawiał, najczęściej we lwowskim i krakowskim Towarzystwie Przyjaciół Sztuk Pięknych, warszawskiej Zachęcie, a także w Wiedniu i Monachium. Ilustrował książki i lwowskie czasopisma (m.in. Wiek Nowy, Śmigus i Szczutek), wykonał też polichromie w katedrze w Przemyślu. Był też jednym z autorów szkiców do obrazów w foyer Teatru Miejskiego we Lwowie.
Obrazy lub rysunki M. Harasimowicza znajdują się w kolekcjach m.in. Ermitażu, Muzeów Narodowych w Krakowie, w Warszawie, we Wrocławiu i Poznaniu, a także we Lwowskiej Galerii Sztuki. 